# Otonemertes denisi
Otonemertes denisi is een snoerwormensoort uit de familie van de Ototyphlonemertidae. De wetenschappelijke naam van de soort is voor het eerst geldig gepubliceerd in 1937 door Dawydoff.